# Stroiești, Stînga Nistrului
Stroiești (în rusă Строенцы, Stroențî) este un sat din Unitățile Administrativ-Teritoriale din Stînga Nistrului (Transnistria), Republica Moldova.
În sat este amplasat izvorul din satul Stroiești, o arie protejată din categoria monumentelor naturii de tip hidrologic.
Conform recensământului din anul 2004, populația localității era de 689 locuitori, dintre care 630 (91.43%) moldoveni (români), 35 (5.07%) ucraineni si 17 (2.46%) ruși.